# Kõriska
Koordinaten: 58° 27′ N, 22° 53′ O
Kõriska ist ein Dorf (estnisch küla) auf der größten estnischen Insel Saaremaa. Es gehört zur Landgemeinde Saaremaa (bis 2017: Landgemeinde Valjala) im Kreis Saare.
Der Ort hat 21 Einwohner (Stand 31. Dezember 2011).